# José Tohá
José Tohá González (Chillán, 6 de febrero de 1927-Santiago, 15 de marzo de 1974) fue un periodista y político chileno, reconocido militante del Partido Socialista (PS). Se desempeñó como ministro del Interior y de Defensa Nacional durante la presidencia de Salvador Allende (1970-1973). Falleció a comienzos de la dictadura militar encabezada por el dictador Augusto Pinochet, luego de haber sido detenido y torturado por militares de dicho régimen. Investigaciones posteriores apuntan a que probablemente fuera asesinado.

## Biografía
Nació en la ciudad de Chillán, hijo del inmigrante catalán José Tohá Soldavilla y de Brunilda González Monteagudo. Estudió sus humanidades en los Padres Jesuitas y el Liceo de Hombres de Chillán, donde fue presidente del centro de estudiantes y luego de la Federación de estudiantes secundarios de Ñuble. Posteriormente, emigró a Santiago, donde estudió derecho en la Facultad de ese ramo de la Universidad de Chile y allí nuevamente realizó una activa labor como dirigente estudiantil, presidiendo la Federación de Estudiantes de la Universidad de Chile (FECh) entre los años 1950-51. Finalmente se dedicó al periodismo. El 29 de agosto de 2023, la Corte Suprema de Chile le otorgó de manera póstuma el título de abogado.
En 1958 ingresó al consejo del diario Las Noticias de Última Hora. En 1960 pasó a ocupar la dirección del diario, cargo que desempeñó sin interrupción durante diez años, hasta el advenimiento de la Unidad Popular.

### Militancia Socialista
Fue militante del Partido Socialista (PS) desde 1942, año en que ingresó a la Federación Juvenil Socialista en el núcleo de su liceo. En esa calidad y mientras estudiaba Derecho, es elegido Presidente de la Federación de Estudiantes de la Universidad de Chile.
Como miembro del Comité Central de su partido, trabajó en las cuatro campañas presidenciales de Salvador Allende: 1952, 1958, 1964 y 1970.

### Ministro de la Unidad Popular

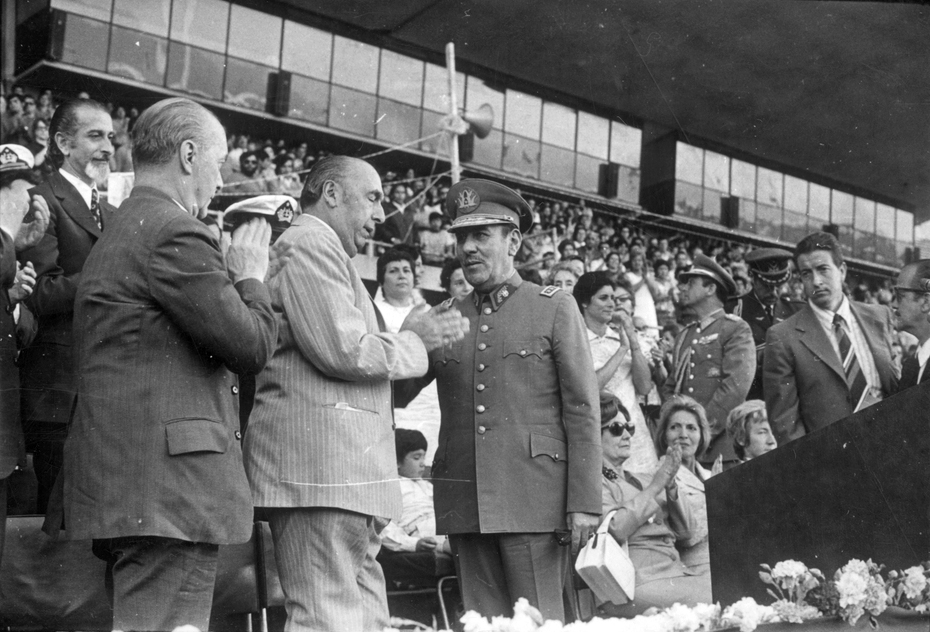
José Tohá (atrás, a la izquierda) durante un homenaje al poeta Pablo Neruda en 1972, en el Estadio Nacional. Saludando a Neruda está el general Carlos Prats.

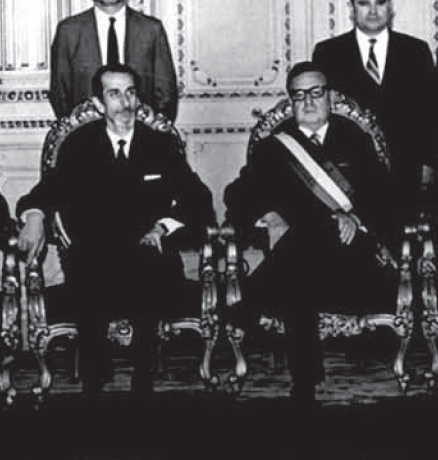
José Tohá (izquierda) junto a Salvador Allende (derecha).

Al iniciar el gobierno de Salvador Allende, fue designado como ministro del Interior y ejerció como vicepresidente de la República. Fue removido de este puesto a raíz de una acusación constitucional presentada en su contra, por la Democracia Cristiana (DC), en la que se le imputó tolerancia frente a la existencia de grupos armados.
Al ser declarada procedente la acusación constitucional, Allende lo designó como ministro de Defensa, lo que indignó a sus opositores, al verlo como un acto de provocación. Como ministro de Defensa salió a las calles del centro de Santiago a detener un intento de golpe que fue llamado el "Tanquetazo". A su lado, en esa ocasión lo asistió el general Augusto Pinochet, quien algunos meses después lideraría el golpe de Estado a través del cual llegó al poder.

## Golpe de Estado de 1973
La mañana del Golpe de Estado el 11 de septiembre de 1973, se dirigió al Palacio de La Moneda. Al consultársele por qué se encontraba en ese lugar que iba a ser bombardeado, respondió: «Vengo a estar junto al Presidente. Esa es mí responsabilidad». Después de la muerte de Allende, fue detenido, junto a otros colaboradores de Allende y destinado a la Escuela Militar, y posteriormente al Campo de Concentración de Isla Dawson. Según testimonios de otros encarcelados, fue torturado en estos lugares.
La condición de Tohá después de su llegada al Campo de Concentración de Isla Dawson se fue deteriorando debido a la desnutrición (llegó a pesar 49 kilos, siendo su estatura de 1,92 m). Fue trasladado primero al hospital de Punta Arenas, para luego ser trasladado al Hospital Militar de Santiago.
Llegó al hospital castrense el 1 de febrero de 1974. Pese a su precario estado de salud, los militares lo fastidiaron con interminables interrogatorios.

«Se paran a los pies de mi cama y hacen escarnio de mi indefensión»
José Tohá a su esposa Moy

Su deterioro físico se aceleró con su baja de peso a tal punto que perdió capacidad visual, y ya no podía caminar ni valerse por sí mismo. El 16 de febrero de 1974, su esposa se entrevistó por última vez con el dictador Augusto Pinochet en su despacho del Edificio Diego Portales. «Señora, ¿qué se le ofrece?», le preguntó. «Perdóneme, no vengo a hablar con el presidente de la Junta, vengo a hablar con Augusto Pinochet, a quien conozco desde hace tiempo. Vengo a pedirte que me devuelvas a mi marido inmediatamente. Quiero que me lo devuelvas porque está mal, porque ha habido problemas, porque ha sido sacado de su recinto hospitalario sin autorización médica. Cualquier cosa que le pase en este momento puede ser gravísima. Necesito verlo, necesito estar con él.» «No me puedes pedir esto», arguyó Pinochet. «Esto no lo puedo hacer yo. Seguramente la FACh tendrá algún cargo contra tu marido. Tienes que agradecerme, Moy, que me hayas pedido audiencia y en menos de doce horas te haya sido concedida.»

### Muerte y proceso judicial
José Tohá González murió el día 15 de marzo de 1974 en el Hospital Militar de Santiago. La versión original de la dictadura fue que Tohá se había suicidado, colgándose del cuello con su cinturón, en un clóset. Sin embargo, tal versión fue desde un comienzo desestimada por su familia, argumentando entre otras cosas que Tohá no podía ejecutar los movimientos necesarios, por lo que su muerte debió haber sido ocasionada por miembros de la dictadura militar.  Ese mismo año el perito de la Policía de Investigaciones Alfonso Chelén, primero que observó el cadáver, indicó en su informe que la causa de la muerte de Tohá fue «muerte por estrangulamiento con participación de terceros». Este informe le costó su salida de la Policía civil. Esta primera autopsia de su cuerpo se realizó en condiciones anormales, ya que se realizó en el mismo hospital y no en el Servicio Médico Legal, donde correspondía y había condiciones para ello.
Después de su muerte, su esposa, Victoria Eugenia Morales Etchevers (conocida como Moy de Tohá) y sus hijos Carolina Tohá y José Tohá se asilaron en México.
Más de treinta años más tarde, la Corte de Apelaciones de Santiago ordenó, el 15 de noviembre de 2010, exhumar su cadáver y proseguir las investigaciones acerca de la causa de su muerte. Esta pericia se realizó en el Cementerio General de Santiago. Además, el 24 de noviembre de 2011 se realizó una reconstitución de escena en el Hospital Militar.
El 12 de octubre de 2012 se entregó el resultado de un tercer peritaje ordenado a la Universidad de Concepción por el ministro en Visita Jorge Zepeda, el cual sostuvo que el otrora secretario de Estado no se suicidó, sino que fue asesinado por estrangulamiento. Su cuerpo fue sepultado por tercera vez el 19 de noviembre de 2012. El 4 de diciembre de 2015, el ministro en visita Jorge Zepeda condenó a los coroneles en retiro de la Fuerza Aérea, Ramón Cáceres Jorquera y Sergio Contreras Mejías, a tres años de pena remitida, como responsables de torturas a Tohá. Dicha condena fue confirmada el 18 de enero de 2017.

## Herencia política familiar

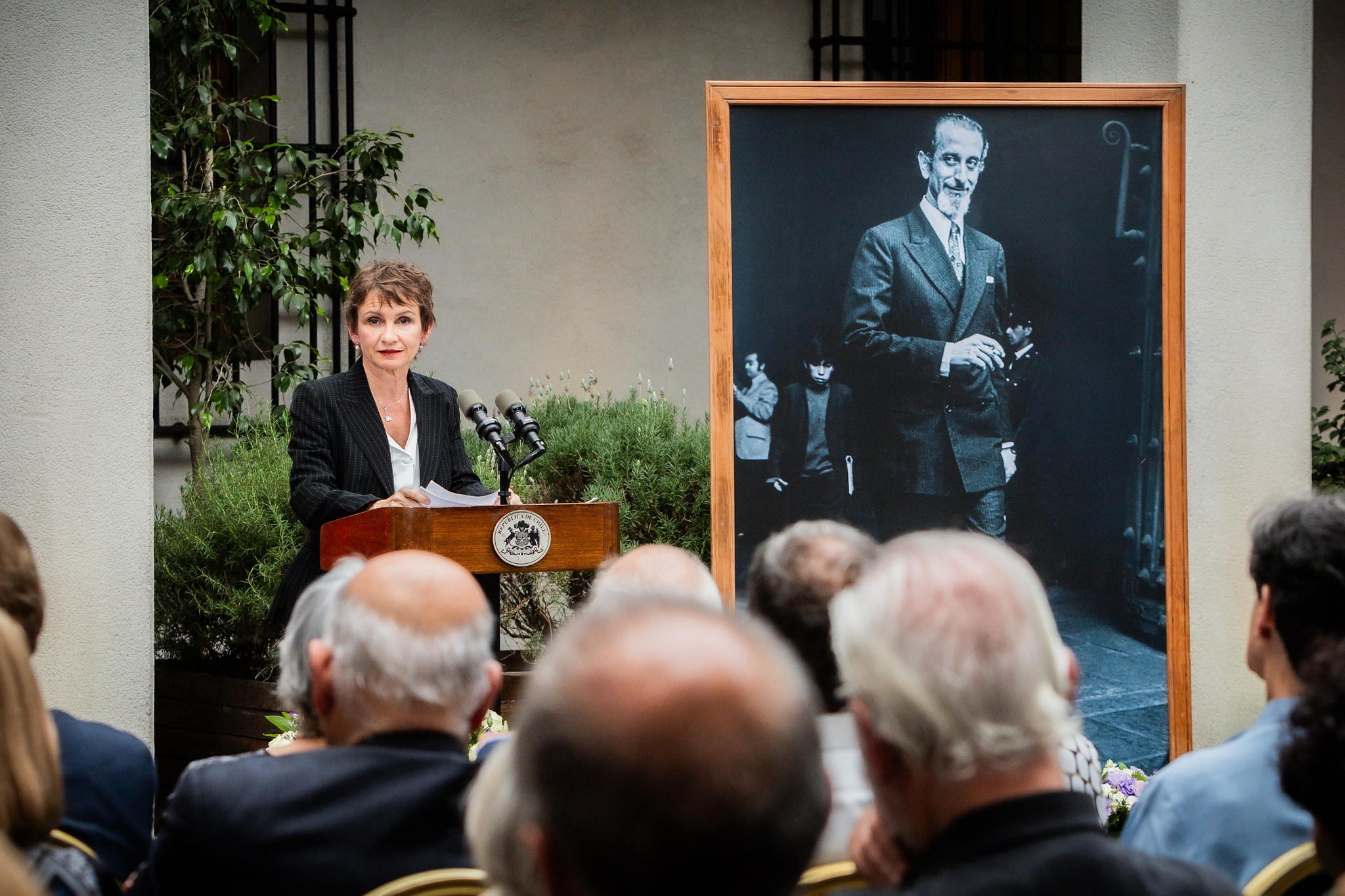
Carolina Tohá durante el homenaje a José Tohá a 50 años de su muerte (2024).

- Su hermano Jaime Tohá fue ministro de Agricultura de Allende, ministro de Energía y Economía durante el gobierno de Patricio Aylwin. Luego fue ministro de Obras Públicas durante el gobierno de Eduardo Frei Ruiz-Tagle, intendente de la Región del Biobío durante el gobierno de Ricardo Lagos y embajador en Cuba e intendente de la Región del Biobío durante el primer gobierno de la presidenta Michelle Bachelet.
- Su hermano Isidoro Tohá fue diputado por Chillán en dos ocasiones.
- Su esposa Moy de Tohá ha sido nombrada agregada cultural en México y embajadora en Honduras y El Salvador bajo los gobiernos de Patricio Aylwin, Eduardo Frei Ruiz-Tagle y Ricardo Lagos.
- Su hija mayor, Carolina Tohá, ha sido elegida dos veces diputada del PPD por Santiago Centro y ejerció como subsecretaria General de Gobierno durante el gobierno de Ricardo Lagos, ministra secretaria general de Gobierno durante el primer gobierno de Michelle Bachelet y, al igual que su padre, Ministra del Interior y Seguridad Pública durante el gobierno de Gabriel Boric. Fue alcaldesa de la comuna de Santiago entre 2012 y 2016. En el año 2025 fue proclamada como candidata presidencial por su partido.
- Su hijo menor, José Tohá, completó sus estudios universitarios de pregrado y posgrado en Estados Unidos y ejerce como Arquitecto en Washington D. C..

## Historial electoral
| Año  | Tipo           | Territorio                | Partido | Votos  | %   | Resultado         |
| ---- | -------------- | ------------------------- | ------- | ------ | --- | ----------------- |
| 1969 | Parlamentarias | 7.ª agrupación provincial | PS      | 21 893 | 8.6 | No electo Senador |